# Zjawiska nadprzyrodzone

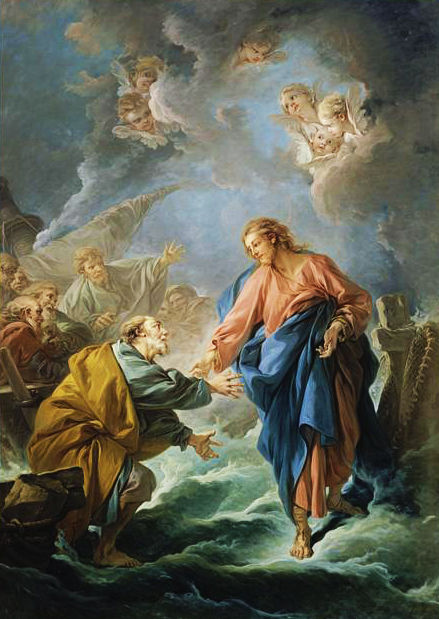
Chodzenie po wodzie − jeden z wielu nadprzyrodzonych darów przypisywanych Jezusowi Chrystusowi.

Zjawiska nadprzyrodzone – określenie używane wobec zjawisk przypisywanych działaniu sił innych niż prawa natury i niemożliwych do wytłumaczenia w sposób naukowy. Do przykładów zjawisk nadprzyrodzonych można zaliczyć aspekty religii, takie jak chodzenie po wodzie, cuda eucharystyczne, cuda Jezusa, magia, opętanie, reinkarnacja, stygmaty, transsubstancjacja, czy zmartwychwstanie. Innymi przykładami zjawisk nadprzyrodzonych są bilokacja, eksterioryzacja, lewitacja, postrzeganie pozazmysłowe, prekognicja, psychokineza, czy telepatia.